# Redundanz (Technik)

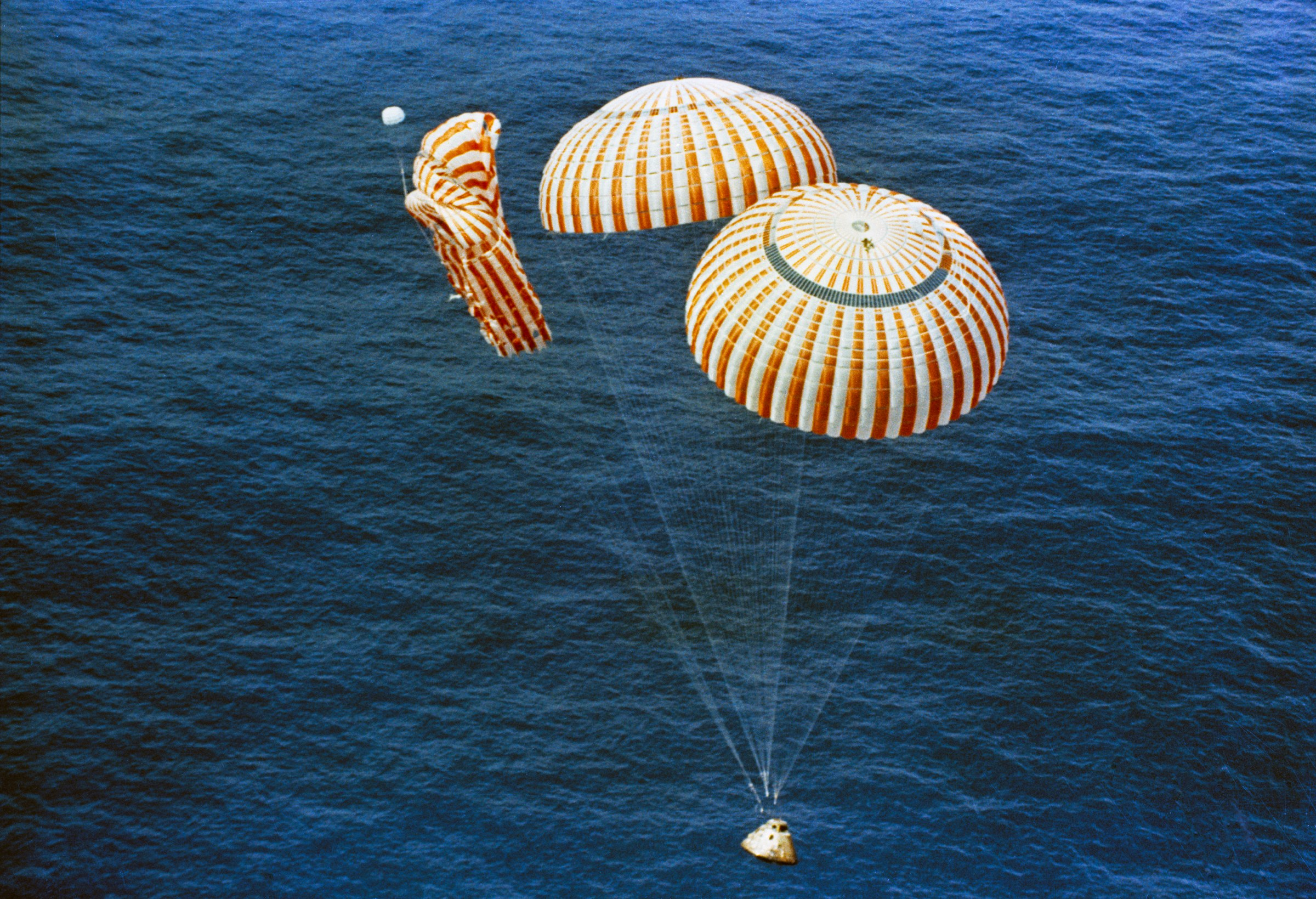
Zwei Fallschirme bei Apollo 15 waren ausreichend beim Ausfall des dritten

Redundanz (von lateinisch redundare, überlaufen, sich reichlich ergießen) ist das zusätzliche Vorhandensein funktional gleicher oder vergleichbarer Ressourcen eines technischen Systems, wenn diese bei einem störungsfreien Betrieb im Normalfall nicht benötigt werden. Ressourcen können z. B. redundante Informationen, Motoren, Baugruppen, komplette Geräte, Steuerleitungen und Leistungsreserven sein. In der Regel dienen diese zusätzlichen Ressourcen zur Erhöhung der Ausfall-, Funktions- und Betriebssicherheit.
Man unterscheidet verschiedene Arten der Redundanz: Funktionelle Redundanz zielt darauf ab, sicherheitstechnische Systeme mehrfach parallel auszulegen, damit beim Ausfall einer Komponente die anderen den Dienst gewährleisten. Zusätzlich versucht man, die redundanten Systeme voneinander räumlich zu trennen. Dadurch minimiert man das Risiko, dass sie einer gemeinsamen Störung unterliegen. Schließlich verwendet man manchmal Bauteile unterschiedlicher Hersteller, um zu vermeiden, dass ein systematischer Fehler sämtliche redundanten Systeme ausfallen lässt (diversitäre Redundanz). Die Software von redundanten Systemen sollte sich möglichst in den folgenden Aspekten unterscheiden: Spezifikation (verschiedene Teams), Spezifikationssprache, Programmierung (verschiedene Teams), Programmiersprache, Compiler.

## Untergliederung der Redundanzauslegung

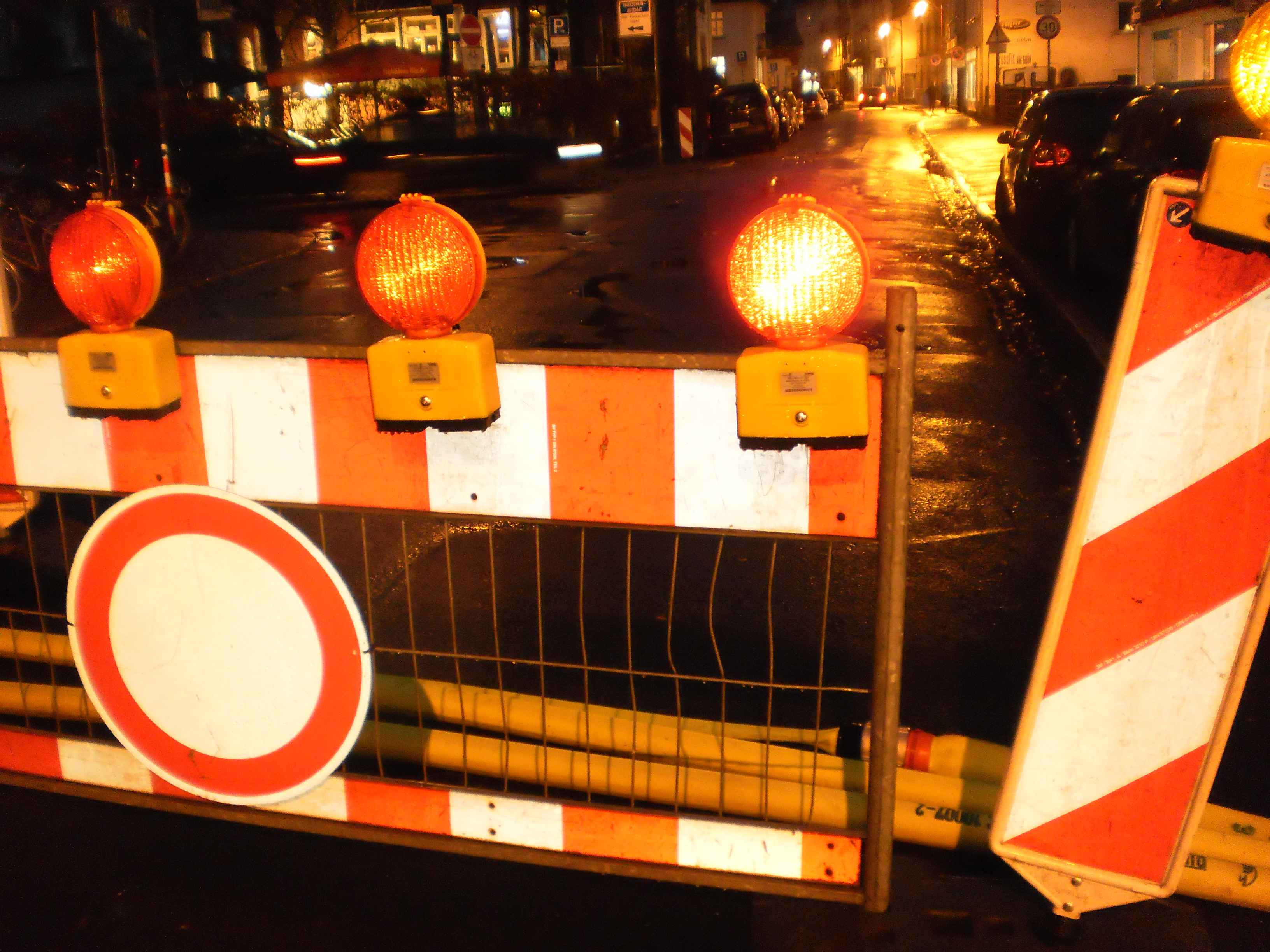
Absperrung im Straßenverkehr mit mehreren Warnleuchten (heiße Redundanz), ergänzend verschiedene reflektierende Verkehrszeichen

- Heiße Redundanz (engl. Hot-Spare) bedeutet, dass im Gesamtsystem mehrere Teilsysteme dieselbe Funktion parallel ausführen. Meist werden zwei parallel arbeitende Einheiten eingesetzt, von denen jede die Aufgabe bei Ausfall der anderen Einheit allein erfüllen kann. Es muss gewährleistet sein, dass die Wahrscheinlichkeit für den gleichzeitigen Ausfall von zwei Geräten gegen null strebt. Im einfachsten Fall konzentriert sich eine sonst verteilte Belastung bei Ausfall einer Einheit, auf die andere, weiterhin arbeitende Einheit, ohne dass hierzu ein gesonderter Schaltvorgang erforderlich wäre. In der industriellen Sicherheitstechnik wird durch eine Testeinrichtung der Ausfall einer einzelnen Komponente erkannt und eine geeignete Fehlerreaktion (z. B. Fehlermeldung oder Abschaltung der Maschine) veranlasst. Die Wahrscheinlichkeit eines gleichzeitigen Ausfalls beider Einheiten wird rechnerisch z. B. nach DIN EN ISO 13849 entsprechend dem von einem Fehler ausgehenden Risiko bewertet. In der Elektronik besteht eine Möglichkeit darin, dass ein Voter die Ergebnisse mindestens dreier paralleler Systeme auswertet und das Ergebnis der Mehrheit weiterreicht.
- Kalte Redundanz bedeutet, dass im System mehrere Funktionen parallel vorhanden sind, aber nur eine arbeitet. Die aktive Funktion wird bewertet und im Fehlerfall durch einen Schalter auf die parallel vorhandene Funktion umgeschaltet. Es muss gegeben sein, dass für die Gesamtaufgabe die Umschaltzeit zulässig ist und das System mit vorhersagbaren Aufgaben arbeitet. Die Zuverlässigkeit des Schalters muss weitaus größer sein als die der Funktionselemente.
- Standby-Redundanz (passive Redundanz): Zusätzliche Mittel sind eingeschaltet bzw. bereitgestellt, werden aber erst bei Ausfall oder Störung an der Ausführung der vorgesehenen Aufgabe beteiligt.
- (n + 1)-Redundanz, auch Betriebsredundanz genannt, bedeutet, dass ein System aus n funktionierenden Einheiten, um eine aktive oder passive Einheit erweitert wird. Fällt eine Einheit aus, so sind die verbleibenden Einheiten in der Lage die komplette Last zu übernehmen.[1] Bei einem weiteren Ausfall einer aktiven Einheit steht das System nicht mehr voll zur Verfügung und wird in der Regel als ausgefallen betrachtet. Für ausreichende Wartungsredundanz muss das System um mindestens eine weitere Einheit erhöht werden, für die Überkapazität entstehen jedoch höhere Kosten.[1] Mit der (n − 1)-Sicherheit hingegen, auch als (n − 1)-Regel oder (n − 1)-Kriterium bezeichnet, wird in einem Netz die Netzsicherheit auch bei Ausfall einer Komponente gewährleistet, auch ohne die Betriebsmittel zu überlasten.[2] Der Unterschied zwischen (n + 1) und (n − 1) besteht darin, dass bei (n + 1) die einzelnen Einheiten im Normalbetrieb voll ausgelastet sein können und die redundante Einheit unbelastet bleibt, bei (n − 1) gibt es keine redundante Einheit, sondern alle Einheiten werden im Normalbetrieb so gering belastet, dass sie, gegebenenfalls zusammen, ausreichende redundante Kapazitäten bereitstellen, um den Ausfall einer Einheit kompensieren zu können.

Beim Aufbau eines redundant arbeitenden Systems kann man über gleichartige Komponenten zwei Arten unterscheiden, wie sie beispielsweise im Zusammenhang mit der IEC 61508 verwendet wird:

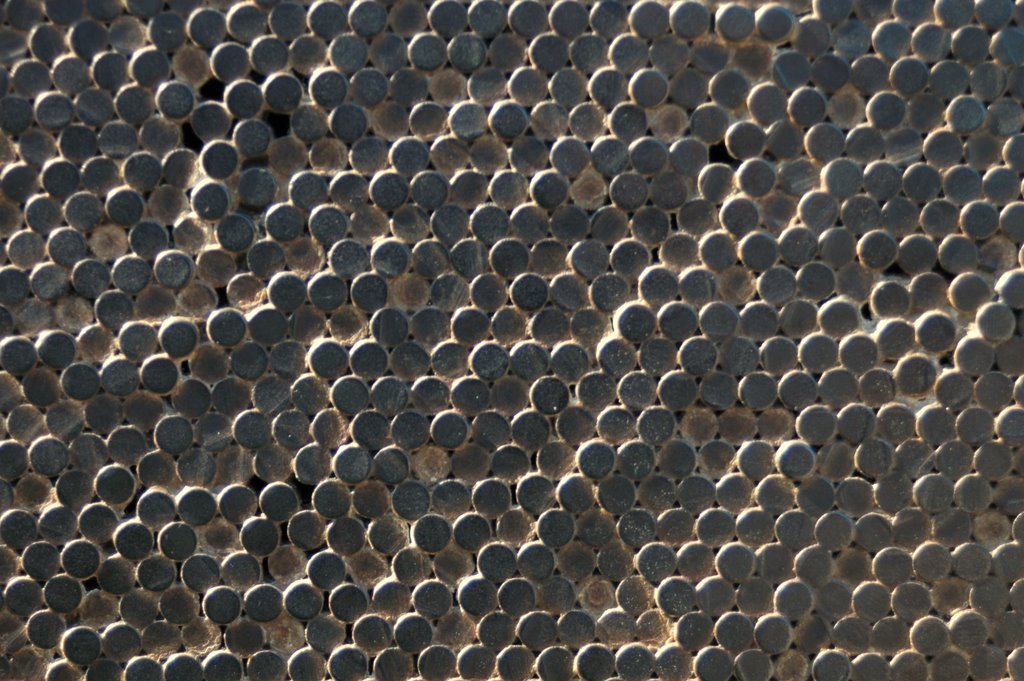
Viele Litzen in einem Stahlseil der Golden Gate Bridge

- Bei einer homogenen Redundanz arbeiten gleiche Komponenten parallel. Mit dieser Auslegung lässt sich der Entwicklungsaufwand durch identische Komponenten reduzieren, die Auslegung sichert aber nur gegen zufällige Ausfälle, z. B. aufgrund Alterung, Verschleiß oder Bitfehlern. Bei homogener Redundanz besteht eine höhere Wahrscheinlichkeit für einen Gesamtausfall aufgrund systematischer Fehler (z. B. Konstruktionsfehler), da die Komponenten gleich sind.

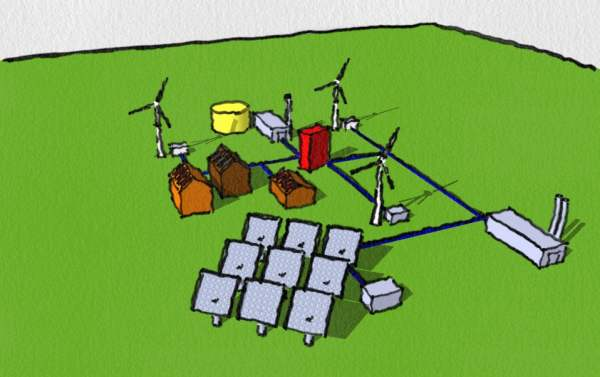
Diversitäre Redundanz mit verschiedenartigen Einzelerzeugern in einem Verbund
(Virtuelles Kraftwerk)

- Bei der diversitären Redundanz arbeiten unterschiedliche Komponenten unterschiedlicher Hersteller, Typen und/oder Funktionsprinzipien zusammen.
  - Bei elektronischen Schaltungen besteht eine gute Aussicht, dass neben zufälligen Ausfällen auch systematische Fehler (z. B. Konstruktionsfehler) im Betrieb erkannt werden. Da die Entwicklung entsprechend aufwendiger ist (mögliche Gründe: unterschiedliche Berechnungszeiten kompensieren, verschiedene Controller einbinden, mehr Tests) ist der Aufwand entsprechend höher.

Zum Beispiel wäre der Pentium-FDIV-Bug mit homogener Redundanz nicht erkennbar. Wenn das System diversitär redundant aufgebaut wird, beispielsweise aus einem Intel- und einem AMD-Prozessor, könnte ein Voter unterschiedliche Berechnungsergebnisse als Fehler erkennen. Typische Anwendungen sind Luft- und Raumfahrt sowie industrielle Sicherheitssteuerungen.
  - Durch Reihenschaltung von zwei Schützen mit unterschiedlichem Stromschaltvermögen kann ein gleichmäßiger Verschleiß beider Schütze und damit ein möglicherweise gleichzeitiger Ausfall vermieden werden
  - Durch Reihenschaltung eines Sitzventils mit Druckschalter und eines Schieberventils mit Stellungsabfrage wird in der Fluidtechnik die Wahrscheinlichkeit eines Ausfalls beider Ventile oder ihrer Testeinrichtung wegen eines gemeinsamen Fehlers reduziert.

## Ausfallverhalten redundanter Systeme
Tritt in redundanten Anlagen ein Fehler auf, so sind diesem Ausfallverhalten folgende Begriffe zugeordnet worden:
1. Fail-Safe bedeutet, dass im Fehlerfall die ausgefallene Anlage nicht mehr zur Verfügung steht und einen beherrschbaren Ausgangszustand einnimmt. Der Ausfall einer Komponente muss durch zusätzliche Maßnahmen in der Anlage zu einem beherrschbaren Endergebnis führen. Ein Beispiel dafür wären gegenüber der Automatik im manuellen Betrieb größer dimensionierte Hydraulikzylinder. So kann gewährleistet werden, dass man mit einer manuellen Maßnahme eine fehlerhafte Automatik immer „überstimmt“.
2. Fail Passive bedeutet, dass die Anlage aus zwei Fail-Safe-Systemen aufgebaut sein muss und über eine Fehlererkennung und Fehlerunterdrückung verfügen muss. Beide Systeme müssen ihre Ausgangsergebnisse miteinander vergleichen können. Kommen sie zu verschiedenen Ergebnissen, muss das resultierende Ausgangsergebnis null sein. Somit verhält sich die Anlage passiv.
3. Fail Operational bedeutet, dass die Anlage im Fehlerfall weiterarbeitet. Die Anlage nimmt keinen Fehlerzustand ein, sie bleibt operativ. Um das zu erreichen, muss die Anlage mindestens aus drei Systemen bestehen, die ebenfalls über eine Fehlerdiagnose und Fehlerunterdrückung verfügen müssen. Durch den Vergleich der Systeme untereinander lässt sich herausfinden, dass ein Fehler vorliegt und auch welches System den Fehler hat. Diesen Anlagenaufbau kann man dann auch als fehlertolerant bezeichnen.[3]

## Industrielle Anwendungen
Auch in Unternehmen sind Redundanzen erforderlich. Sie betreffen in der Produktionstechnik die Verminderung oder Beseitigung der Gefahr einer Betriebsunterbrechung. Die Risikodiversifizierung kennt im Rahmen der Produktionssicherung folgende Arten von Redundanzen:
- regionale Streuung: die Herstellung desselben Produkts in verschiedenen Betriebsstätten (Parallelproduktion);
- objektbezogene Diversifizierung: Die Ausfallgefahr von technischen Anlagen wird durch sofort einsetzbare Ersatzanlagen gemindert oder beseitigt. Hierunter fällt auch der Einsatz von Notstromaggregaten für den Fall von Stromausfällen.
- Personenbezogene Diversifizierung liegt etwa vor, wenn mehrere Vorstandsmitglieder getrennt zum selben Reiseziel reisen.[4]

Betriebliche Funktionen sind daraufhin zu untersuchen, ob fehlende Redundanzen zu Betriebsstörungen im Produktionsprozess führen können. So hat beispielsweise bei Volkswagen der Lieferstopp durch zwei Automobilzulieferer im August 2016 die Schwachstelle gezeigt, dass auch eine zu große Abhängigkeit in der Beschaffung von Fahrzeugteilen – bei Just-in-time-Produktion – zu sofortigen Produktionsausfällen führen kann.

## Weblinks

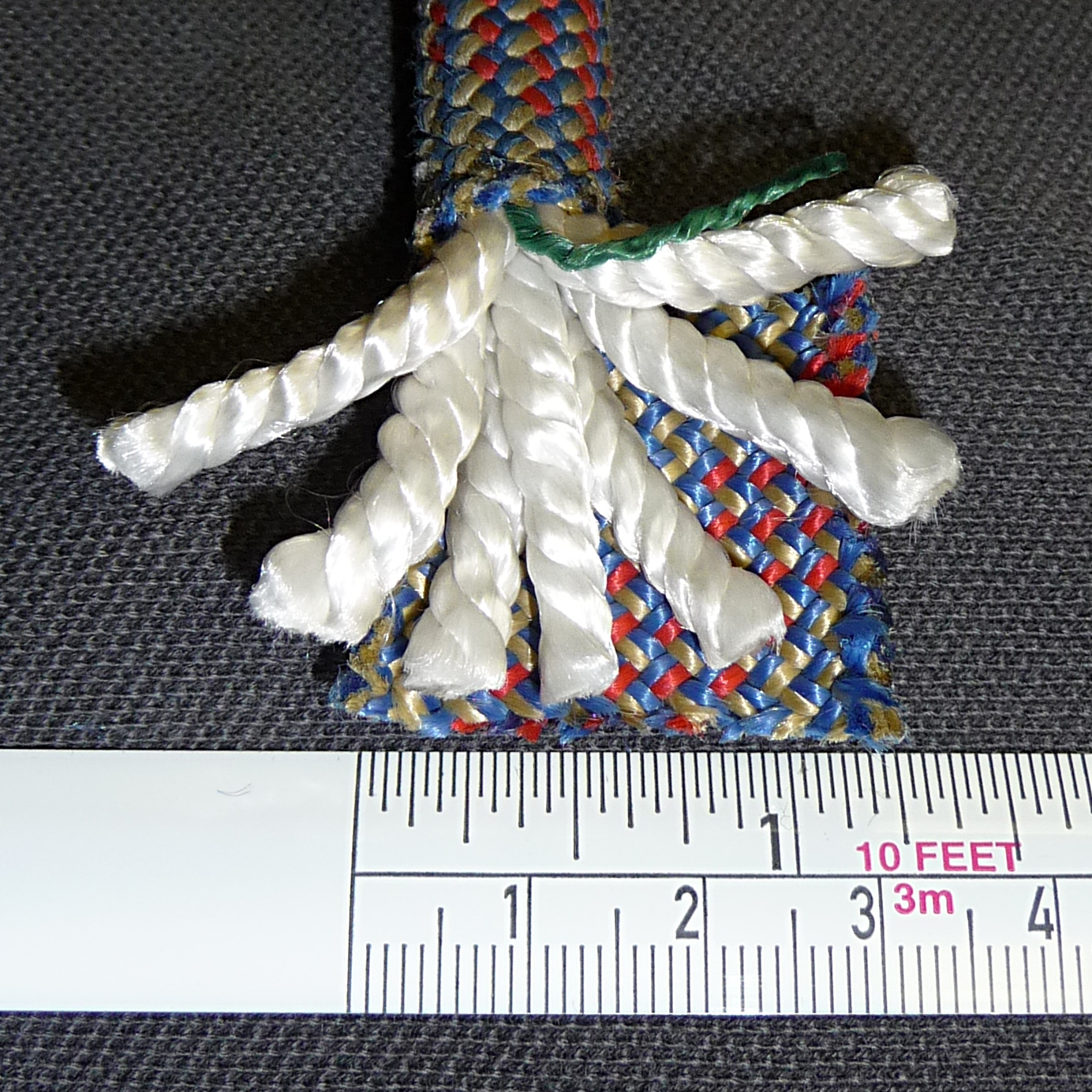
Anschauliches Beispiel: Viele Einzelfasern beim Kernmantelseil erhöhen die Sicherheit.